# Лоринц, Шломо
Шломо Лоринц (ивр. שלמה לורינץ‎; 5 марта 1918, Будапешт — 19 октября 2009, Израиль) — израильский раввин, общественный и политический деятель депутат кнессета 2-го, 3-го, 4-го, 5-го, 6-го, 7-го, 8-го, 9-го и 10-го созывов от партии «Агудат Исраэль». Председатель финансовой комиссии кнессета в 1974—1984 годах

## Биография
Родился 5 марта 1918 года в Будапеште, Австро-Венгрия (ныне Венгрия) в семье Йосефа Лоринца и его жены Фрейды. Получил религиозное образование в иешивах, был активистом организации «Алия Бет» в Венгрии.
В 1939 году репатриировался в Подмандатную Палестину. В 1956 году был одним из организаторов Компании по заселению и развитию при «Агудат Исраэль».
В 1951 году избран депутатом кнессета 2-го созыва, позже переизбирался депутатом 3-го, 4-го, 5-го, 6-го, 7-го, 8-го, 9-го и 10-го созывов кнессета. В разное время работал в комиссии по услугам населению, комиссии кнессета, комиссии по экономике, финансовой комиссии, комиссии по иностранным делам и безопасности, комиссии по внутренним делам. Возглавлял финансовую комиссию кнессета (1974—1984).
В 1987—2002 годах был председателем консультативного совета Банка Израиля. Автор книги воспоминаний «В кругу великих», где рассказал о жизни своих известных современников.
Скончался 19 октября 2009 года.